# 日本とシリアの関係
日本とシリアの関係（にほんとシリアのかんけい、アラビア語: العلاقات السورية اليابانية、英語: Japan–Syria relations） では、日本とシリアの関係について概説する。

## 両国の比較
|               | シリア                     | 日本                           | 両国の差                |
| ------------- | -------------------------- | ------------------------------ | ----------------------- |
| 人口          | 1707万135人（2019年）      | 1億2626万人（2019年）          | 日本はシリアの約7.4倍   |
| 国土面積      | 18万5000 km²               | 37万7972 km²                   | 日本はシリアの約2倍     |
| 人口密度      | 92 人/km²（2018年）        | 347 人/km²（2018年）           | 日本はシリアの約3.8倍   |
| 首都          | ダマスカス                 | 東京都                         |                         |
| 最大都市      | アレッポ                   | 東京都区部                     |                         |
| 政体          | 大統領制 共和制            | （民主制）議院内閣制           |                         |
| 公用語        | アラビア語                 | 日本語（事実上）               |                         |
| 通貨          | シリア・ポンド             | 日本円                         |                         |
| 国教          | なし                       | なし                           |                         |
| 人間開発指数  | 0.536                      | 0.919                          |                         |
| 民主主義指数  | 1.43                       | 7.99                           |                         |
| GDP（名目）   | 404億500万米ドル（2007年） | 5兆819億6954万米ドル（2019年） | 日本はシリアの約125.8倍 |
| 一人当たりGDP | 2032.6米ドル（2007年）     | 40246.9米ドル（2019年）        | 日本はシリアの約19.8倍  |
| 経済成長率    | 5.7%（2007年）             | 0.7%（2019年）                 |                         |
| 軍事費        | 24億9489万米ドル（2011年） | 476億902万米ドル（2019年）     | 日本はシリアの約19.1倍  |

## 歴史

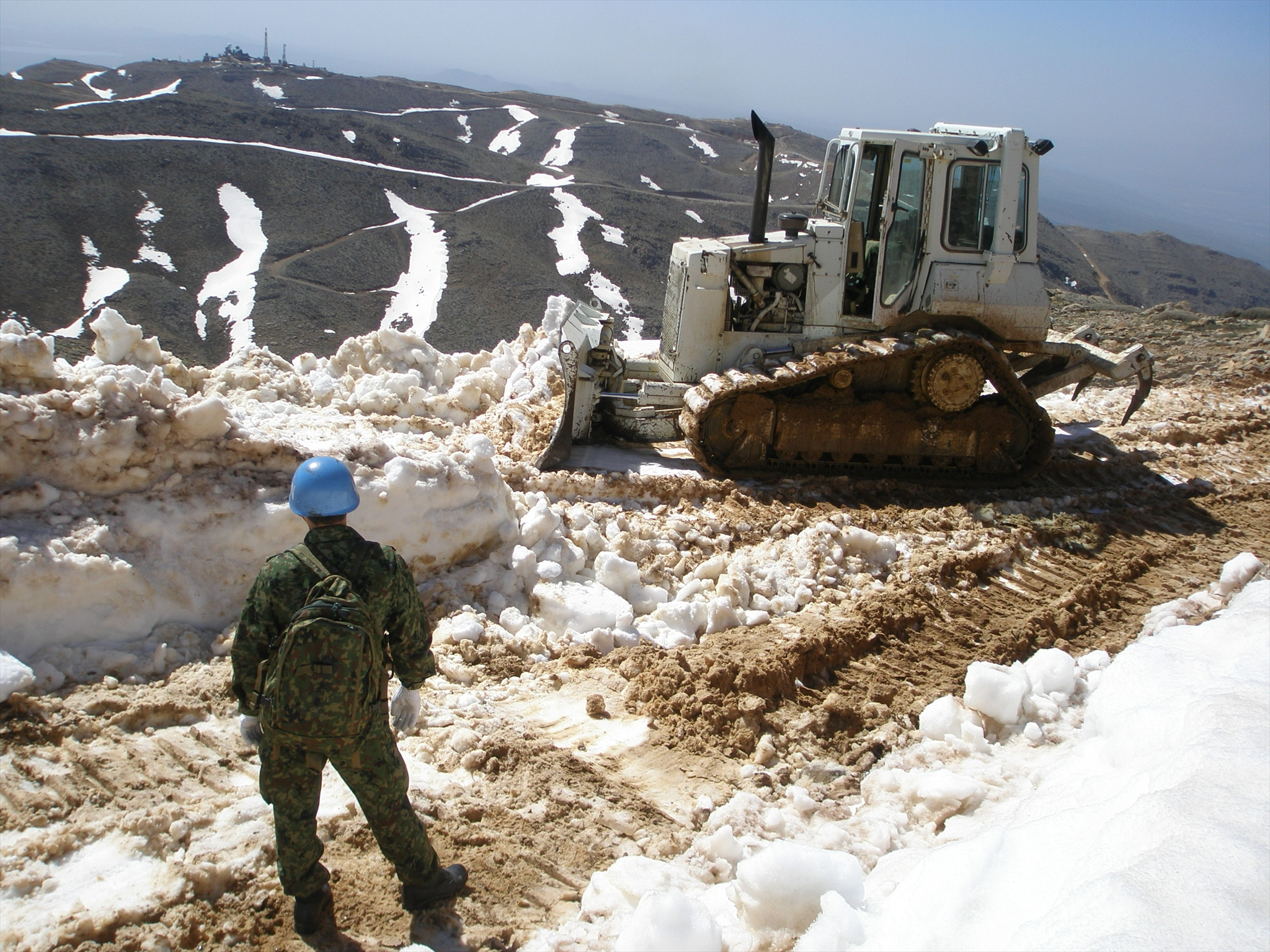
国際連合兵力引き離し監視軍の輸送部隊として、除雪作業を行う陸上自衛隊

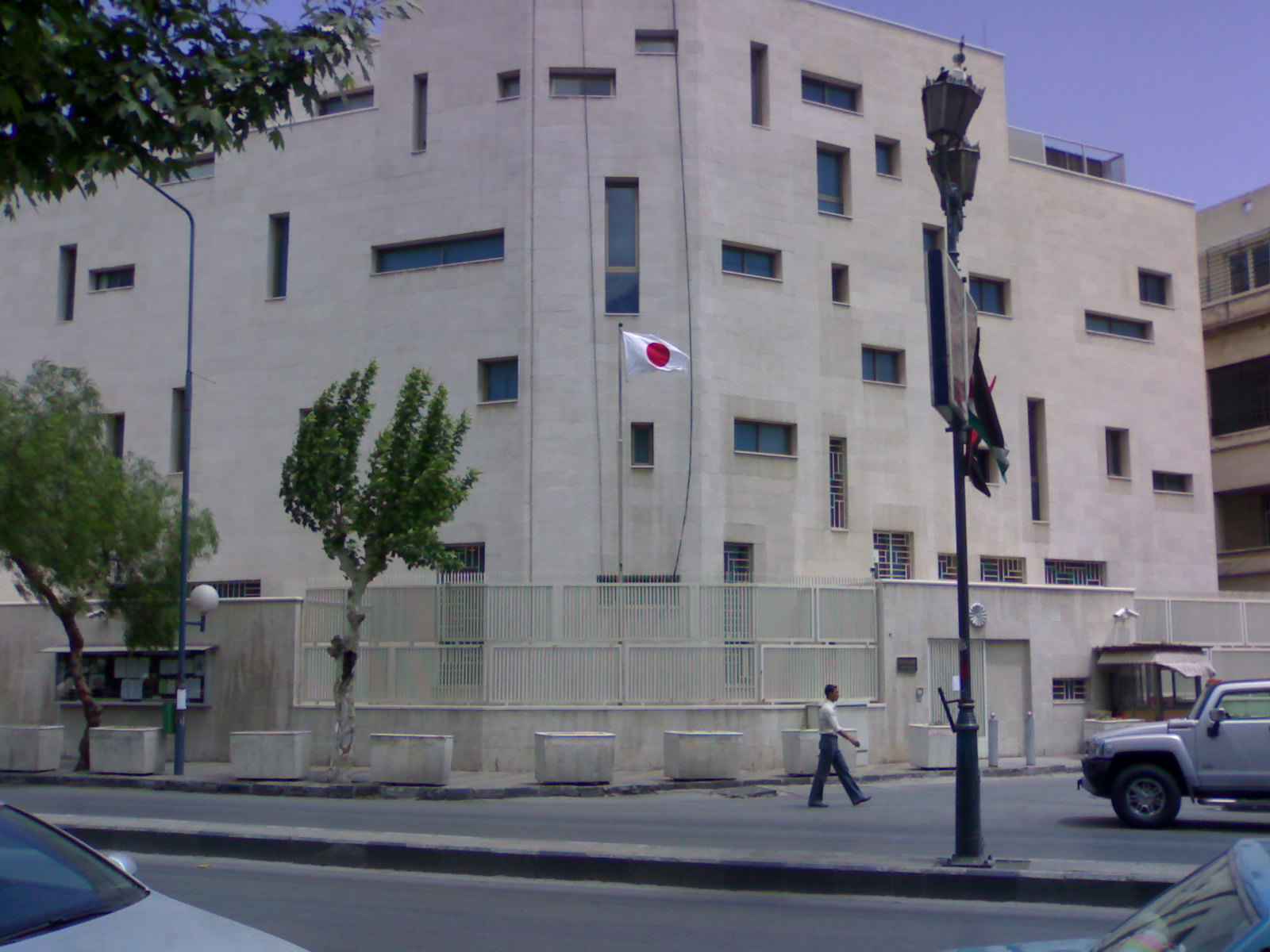
在シリア日本国大使館（2009年撮影）。現在は閉鎖。

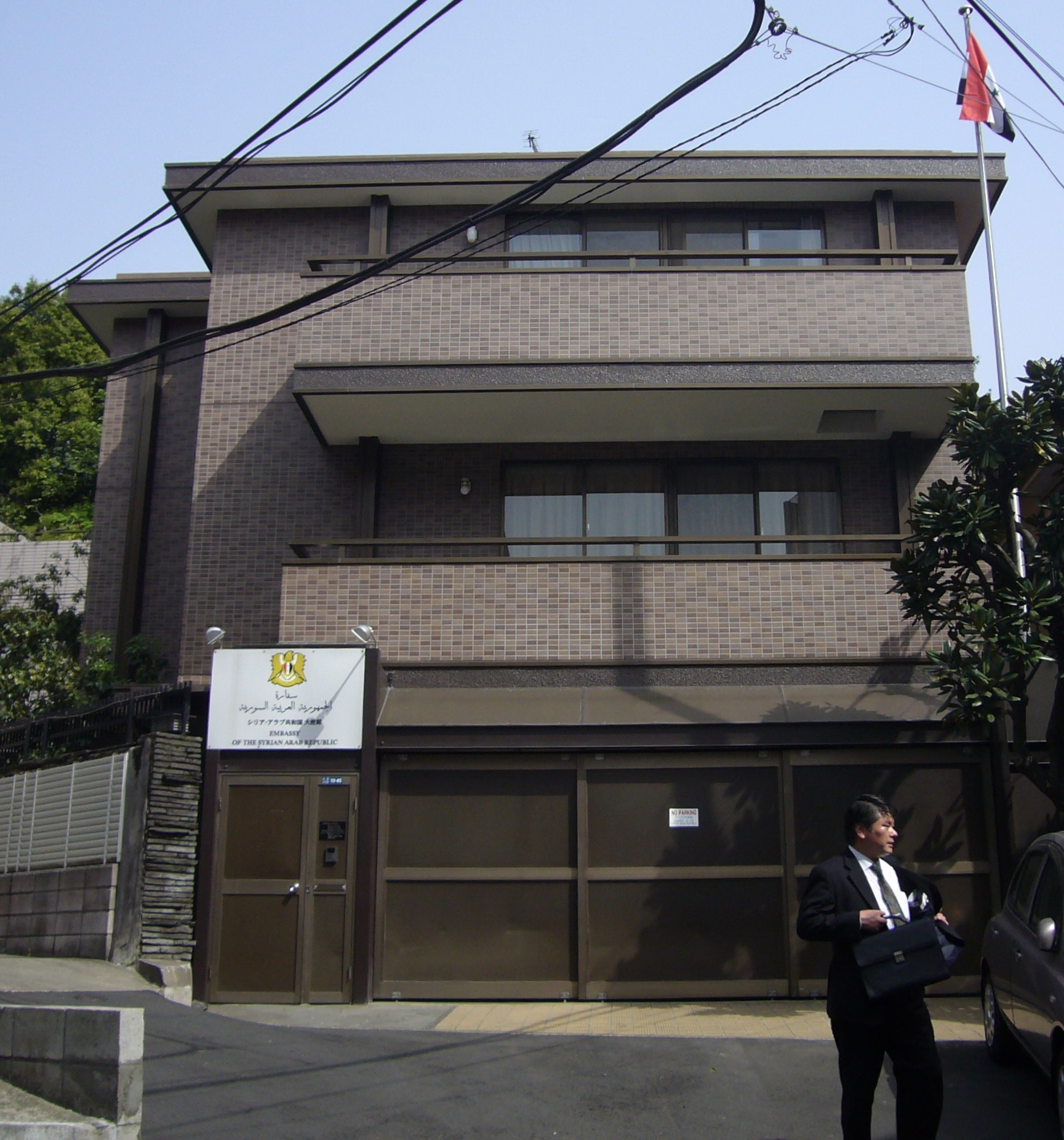
駐日シリア大使館（東京）。閉鎖はされていないが両国関係は冷え切っており、アル・ハバシュ大使の離任後は特命全権公使以下の外交官しか常駐していない。

1953年12月、日本の国際社会復帰とともに国交が成立。1954年6月には在シリア日本国公使館が開設されて、1958年3月にはダマスカスに在ダマスカス日本国総領事館が開設した。総領事館は、シリアがエジプトと合邦「アラブ連合共和国」となったため公使館が廃止されて代わりに置かれたものである。しかし、連合共和国はエジプト主導であり、エジプトの支配に反発してシリアは連合を1961年に離脱。日本との外交関係は復活し、総領事館に代わって公使館も再開され、公使館から昇格する形で在シリア日本国大使館が1962年4月に設置された。一方、シリア側は1978年12月に駐日シリア大使館を開設。
第四次中東戦争後、1996年からシリア内戦が激化する2013年1月までイスラエルとシリアを隔てるゴラン高原に自衛隊を派遣（自衛隊ゴラン高原派遣）。自衛隊の海外派遣としては3回目かつ最長の派遣（17年）となり、また情勢悪化を理由にPKOを終了する初の例となった。国際連合平和維持活動のひとつ・国際連合兵力引き離し監視軍への参加に基づく派遣である。
2011年3月、アラブの春の影響によりシリア内戦が勃発。それが激化した2012年3月21日に日本はダマスカスの在シリア日本国大使館を閉鎖した。同日には大使館業務を継続する在シリア日本国大使館臨時事務所がアンマンの在ヨルダン日本国大使館内に開設。さらにはデモ隊と治安当局の衝突を受けて新規支援を見合わせるなど実質的な経済制裁を日本政府は実施し、バッシャール・アル＝アサドはすでに国際社会から信頼を失っており道を譲るべきと考えている旨を駐日シリア大使のムハンマド・ガッサーン・アル＝ハバシュに申し入れるなど、内戦勃発後に関係は冷え切った。2012年6月にはペルソナ・ノン・グラータに認定されてシリアに駐在していた鈴木敏郎大使が外交官としての資格を剥奪され、一方日本もシリア大使ムハンマド・ガッサーン・アル＝ハバシュをペルソナ・ノン・グラータに認定して国外退去に追い込んだ。2016年7月20日、在シリア日本国大使館臨時事務所がベイルートの在レバノン日本国大使館内へ移転。2021年現在、日本政府もシリア政府もお互いの首都に特命全権大使を常駐させていない。
2014年、ISILの実効支配下にあるアレッポで2名の日本人（湯川遥菜、後藤健二）が拘束され、交渉虚しく2015年1月に処刑されその動画がネットに公開される事件が発生（ISILによる日本人拘束事件）。

## 外交
シリア内戦の影響により往来ができず、また両国関係も冷え切っている。そのため、2011年2月以降の要人往来は、2012年戦略的実務者招聘として特別に訪日していたガリユーン・シリア国民評議会議長に限られる。それ以前の往来としては、日本側は2011年2月に政府代表として飯村豊がシリアを訪問、シリア側はシャアバーン大統領補佐官が当時外務大臣であった前原誠司を2011年1月に表敬したのが最後である。
ただし、化学兵器廃棄、暴力の停止と政治対話の促進、劣悪な人道状況改善のため、主催国フランスをはじめとするアメリカ、イギリス、ドイツ、イタリアなど主要国やトルコ、カタールといった周辺国数十か国の外相、国際連合代表、アラブ連盟代表、シリア国民連合代表による「シリア・フレンズ閣僚会合」に日本も毎年参加しており、シリア情勢の改善・正常化に向けた国際社会の取組に積極的に参加・貢献している。2012年2月のチュニスにおける第一回シリア・フレンズ閣僚会合では外務副大臣の山根隆治が、2012年4月のイスタンブールにおける第二回会合には中東アフリカ局の局長松富重夫が、同年7月のパリにおける第三回会合では外務大臣政務官の浜田和幸と以前シリア駐在日本大使であった鈴木敏郎が、同年12月のマラケシュでの第四回会合では再び浜田和幸が出席した。
また、深刻になる人道危機に対して日本はクウェートシティで開かれる「シリア人道支援会合」にも参加。外務副大臣の中山泰秀が演説とともに多額の支援をシリア及び周辺国に約束するなど、積極的な人道支援及び暴力の停止を訴えている。

## 経済交流
2012年末までの開発援助実績は2000億円を超えており、シリアにとって日本はアメリカ合衆国やドイツ、イギリス、カナダなどに次いで有力な開発援助国である。ただし人道状況の悪化や内戦の激化による無政府状態、ISILの実効支配などで日本は2012年以降経済的な援助を停止しており、現状経済的な交流はないに等しい。食糧援助や医療・衛生・保健に関する援助など、人道支援のみ実施されていて、現在までの累計人道援助は29億ドルを超える。また、シリア難民受け入れを実施するヨルダンやトルコといった隣国にも援助を実施している。
貿易関係も限定的である。2019年のシリアの対日輸出は5000万円、対日輸入は自動車など15.6億円であった。また、日本は中露を除いた主要な西側諸国が講ずる内容に沿い、シリアの大統領バッシャール・アル＝アサド及びその関係者に対して資産の凍結など制裁を実施。

## 文化交流
シリアには、日本語教育機関としてダマスカス大学人文学部日本語学科、ダマスカス大学高等言語学院日本語科、アレッポ大学学術交流日本センターがある。また、日本では日本シリア親善協会が設立されており、内戦以前は両国間の関係強化のための文化交流を、内戦以後はシリア情勢についての情報発信を行っている。

## 難民問題
近年、約60人以上のシリア人が日本で難民申請を行ったが、日本政府に難民として認められたのはわずかに6人に過ぎず、38人が人道的配慮から一時的な在留許可は認められたものの、難民目的ではなく就労目的での面が強いとの理由により不許可とされた。シリア人難民にとって日本は世界で特に難民認可が下りにくい国の一つとなっている。このように、内戦の影響で国外へ逃れたシリア難民の数は400万人と膨大となっているが、世界各国が受け入れを表明しているのとは対照的に、日本の受け入れは極めて閉鎖的だと批判されており、国際連合難民高等弁務官事務所(UNHCR)から先進国である日本がシリア難民を受け入れに協力するように要請がなされている。

## 外交使節

### 駐日シリア大使
- （臨時代理大使）ジャラール・アル＝バールーディー（1989年以前[42]～1990年）
- アミーン・イスビル[43]（エスベル、1990年～、信任状捧呈は6月27日[44]）
- （臨時代理大使）ムハンマド・カーブール（～2002年）
- （臨時代理大使）ムハンマド・アッバース・ハイダー（2002年）
- （臨時代理大使）ムハンマド・アリー・アル＝ハムウィー（2002～2003年）
- カフターン・アッ＝スィユーフィー（2003～2007年、信任状捧呈は4月10日[45]）
- （臨時代理大使）ラザーン・マフフーズ（2007～2008年）
- （臨時代理大使）ラーニヤー・アル＝ハーッジ・アリー（2008～2010年）
- ムハンマド・ガッサーン・アル＝ハバシュ（2010～2012年、信任状捧呈は2月19日[46]）
- （臨時代理大使）フィラース・アッ＝ラシーディー（2012～2013年）
- （臨時代理大使）ワリーフ・アル＝ハラビー（2013～2017年）
- （臨時代理大使）フィラース・アッ＝ラシーディー（再任、2017～2019年）
- （臨時代理大使）ムハンマド・ハサネイン・ハッダーム（2019～2022年）
- （臨時代理大使）フィラース・アル＝アトラッシュ（2022年）
- （臨時代理大使）ナジブ・エルジ（2022年～）